# Comandant d'Ala

Insígnia de màniga/espatlla de Comandant d'Ala

Comandant d'Ala (anglès: Wing Commander) (abreviat: Wg Cdr a la RAF, WGCDR a la RNZAF i a la RAAF, W/C a l'antiga RCAF) i a les forces aèries d'altres països de la Commonwealth. Se situa per damunt de Cap d'Esquadró i immediatament per sota de Capità de Grup. El nom del rang és tota la frase; i no es pot traduir mai com a Comandant (Commander)
Té el codi de l'OTAN OF-04, i és equivalent a Comandant a la Marina Reial o a Tinent Coronel a l'Exèrcit britànic o als Marines Reials.
El rang equivalent al Cos Auxiliar Femení de l'Aire (WAAF), al Cos Femení de l'Aire (WRAF) i al Servei d'Infermeria de la Reial Força Aèria Princesa Maria (PMRAFNS) era Oficial d'Ala (Wing Officer)

## Origen
L'1 d'abril de 1918, la recent creada RAF adoptà els seus títols de l'Exèrcit Britànic, amb els Comandants (anomenats Comandants d'Ala) del Reial Servei Naval de l'Aire i els Tinents Coronels del Reial Cos Volador esdevingueren Tinents Coronels a la RAF. En resposta al fet que la RAF fes servir els seus propis títols de rang, se suggerí que la RAF podria fer servir els rangs de la Marina Reial, amb el mot "Aire" al davant del títol naval. Per exemple, el rang que acabaria sent Comandant d'Ala hagués estat Comandant de l'Aire. Donat que l'Almirallat protestà per aquesta simple modificació dels seus títols de rang, s'acordà que la RAF faria servir alguns dels títols navals, amb algunes diferències. També se suggerí que els Tinents Coronels de la RAF podrien anomenar-se Reeves o Líders d'Ala. No obstant això, s'escollí el rang de Comandant d'Ala, car l'ala era normalment comandada per un Tinent Coronel de la RAF i el terme Comandant d'Ala havia estat fet servir al Reial Servei Naval de l'Aire. El rang de Comandant d'Ala s'ha fet servir de manera continuada des de l'1 d'agost de 1919

## Ús
Als inicis de la RAF, un Comandant d'Ala comandava una ala, normalment un grup de 3 ó 4 esquadrons. Actualment, un Comandant d'Ala només comanda un únic esquadró de l'aire o un ala que sigui una simple sosts-divisió administratica d'una estació de la RAF.

## Insígnia i bandera de comandament

Bandera de comandament de Comandant d'Ala

La insígnia de rang es basa en les 3 franges d'or dels Comandants de la Marina Reial, i consisteix en 3 franges primes en blau clar sobre 3 franges en negre. Es llueix a les dues bocamànigues o a les espatlleres.
La bandera de comandament és un dels dos pendons triangulars usats a la RAF. Dues primes franges vermelles els diferencien.
Entre 1914-1945, els Comandants d'Ala dels Comandament de Caces també podien fer servir les seves pròpies inicials com a lletres d'identificació als seus avions; per exemple, el Comandant d'Ala Roland Beamont codificava el seu Hawker Tempest, JN751com "R-B".

## Comandants d'Ala Notables
- Guy Gibson, Oficial en Cap del 617è Esquadró i líder de l'atac dels "Dam Busters".
- Roland Beamont, pilot de caça durant la II Guerra Mundial i pilot de proves durant la postguerra.
- Andy Green, primera persona a trencar la barrera del so en terra
- Roald Dahl, pilot durant a II Guerra Mundial. El seu rècord de 5 victòries aèries va ser confirmat per la recerca de postguerra i per les referències creuades amb els informes de l'Eix.
- Paddy Finucane, màxim as de la II Guerra Mundial amb 32 victòries. És el Comandant d'Ala més jove de la RAF. Amb 21 anys va ser abatut i morí poc després.
- Humphrey de Verd Leigh, inventor del Llum Leigh, desenvolupada per trobar submarins a la nit. El Llum LEIGH té la fama d'haver canviat el curs de la Batalla de l'Atlàntic durant la II Guerra Mundial.
- Douglas Bader, Pilot de caça durant la II Guerra Mundial, va ser el primer a dirigir formacions de 3 ó més esquadrons durant la batalla d'Anglaterra.
- Roly Falk, pilot de proves del Avro Vulcan.